# La Ceiba (Trujillo)
La Ceiba is een gemeente in de Venezolaanse staat Trujillo. De gemeente telt 26.300 inwoners. 